# 徐成楚
徐成楚（1558年—1603年），字光南（或孺南），號荆璞，湖廣鄖陽府竹谿縣人，民籍，明朝政治人物。

## 生平
萬曆十年（1582年）壬午科湖廣鄉試六名，萬曆十四年（1586年）丙戌科會試九名，登三甲第二百四十四名進士。户部观政，本年十一月养病，十五年十二月謁選授直隶内黄县知县，二十一年擢拜礼科给事中，二十二年九月升兵科右，本年升刑科左给事中、署兵科事，二十四年巡视太仓，二十五年以侍親終养告歸。歸一歲母親与父亲相继去世，萬曆三十一年（1603年）服阕後赴京，半道卒于襄阳，年四十六岁。

## 家族
曾祖徐祖政；祖父徐興；父徐柏。母党氏。弟翹楚、弘楚、光楚、賓楚、魁楚、名楚。